# Ontario centrale

Mappa dell'Ontario centrale

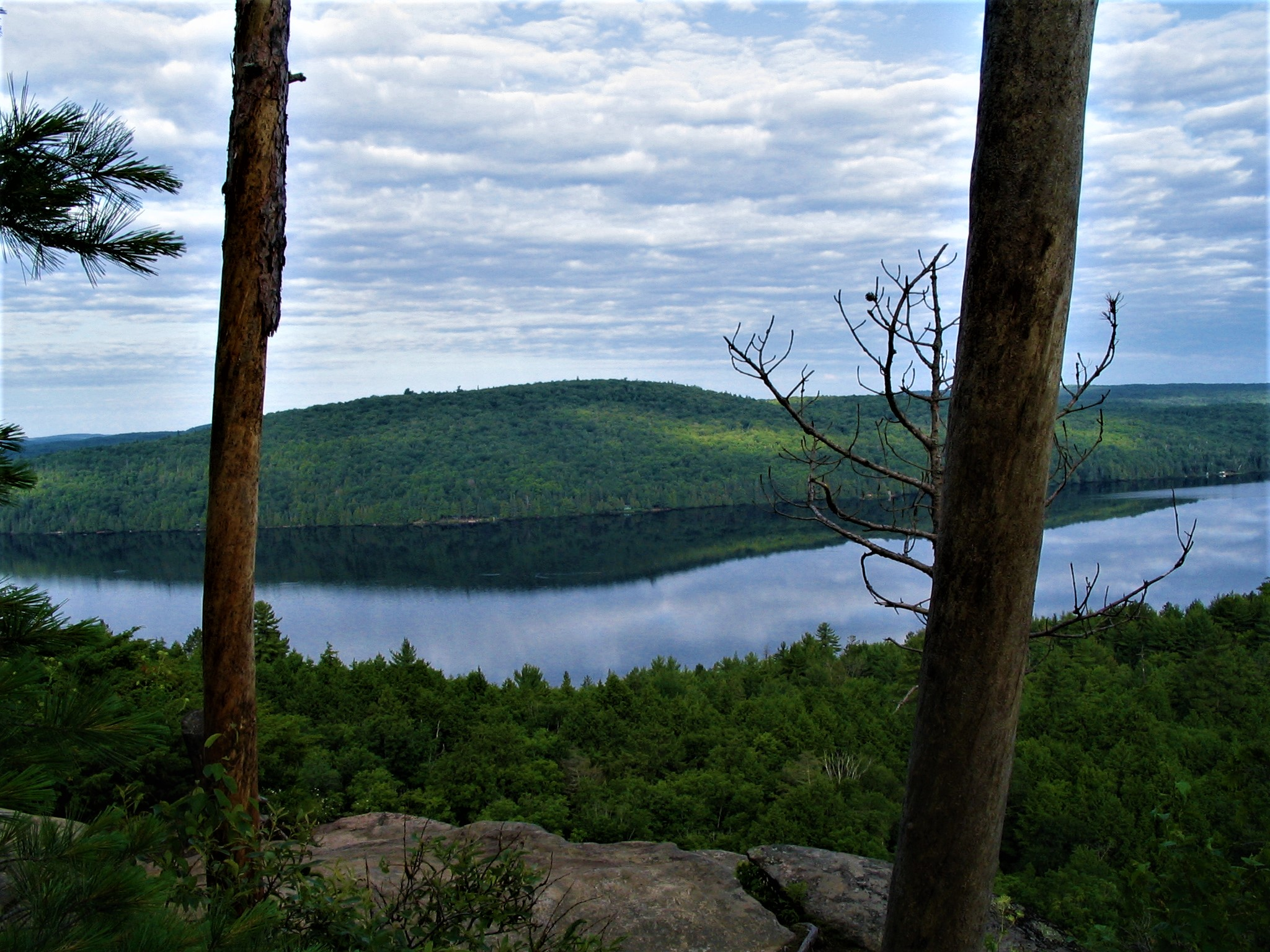
Parco provinciale di Algonquin, Ontario centrale

L'Ontario centrale è una regione del Canada corrispondente alla parte centrale della provincia dell'Ontario.
I confini geografici della regione sono rappresentati: a est dal Lago Ontario e a ovest dalla Georgian Bay. A nord è presente l'Ontario settentrionale, mentre a sud si trova la Greater Toronto Area.
Al 2011 la popolazione della regione è di 1.070.644 abitanti. L'area della regione è di 39.814 km².

## Città principali
- Barrie
- Belleville
- Orillia
- Peterborough

## Distretti
- Distretto di Parry Sound

## Municipalità di distretto
- Municipalità di Distretto di Muskoka

## Contee
- Contea di Dufferin
- Contea di Haliburton
- Contea di Hastings
- Contea di Northumberland
- Contea di Peterborough
- Contea di Simcoe